# ユリウス・ヘルマン・シュルテス
ユリウス・ヘルマン・シュルテス（Julius Hermann Schultes、1804年2月4日 - 1840年9月1日）はオーストリアの植物学者である。父親のヨーゼフ・アウグスト・シュルテスとヨハン・ヤコブ・レーマー（Johann Jacob Roemer）とともに、『植物分類学』（"Systema vegetabilium" ）7巻を執筆した。
ウィーンに生まれた。ランツフート大学で医学を学んだ。幼い頃から父親から植物学の教育を受け、多くの植物の記載を行った。父親の没後、ミュンヘンに移り、医師を開業した。エミール・マクシミリアン・ディングラー（Emil Maximilian Dingler）の創刊したドイツ最初の技術雑誌、"Polytechnisches Journal”に執筆者や、科学書の翻訳者として活動した。

## 著作
- De nosocomiis quibusdam Belgicis, Britannicis,Gallicis commentariolum, 1825 (Diss.);
- Ber. über die Leichenöffnung einer vom Blitze Erschlagenen, Neue Notizen aus dem Gebiete der Natur- und Heilkde. 2,1827
- Ueber die im Oktober in München gehaltene Ind.Ausst., in: Polytechn. Journal 58, (1835)
- Beitrr. für Allg. Enc. der Wiss. und Kuenste ..., hrsg. von J. S. Ersch und J. G. Gruber, Ser. 1–3, 1818ff.
- 共著 C. a Linné Equitis Systema vegetabilium ..., Neuaufl. 7/1–2,1829–30, dazu: Mantissa in volumen tertium,